# Bulldogs de Newark
Les Bulldogs de Newark sont une équipe américaine de hockey sur glace qui a évolué dans la Canadian-American Hockey League lors de la saison 1928-1929. 